# Passions
Dit overzicht is mogelijk incompleet; u kunt helpen door het uit te breiden.
Passions was een Amerikaanse soap, gecreëerd door schrijver James Reilly, die ook voor Days of Our Lives schreef. De show begon op NBC op 5 juli 1999 en diende als vervanging van de soap Another World. De soap liep tot 7 augustus 2008.
Passions heeft nooit zo goed gescoord in de kijkcijferlijst en is de minst bekeken van alle nog lopende soapseries. In tegenstelling tot Another World trekt Passions wel een jong publiek aan.